# Tepetzintla (municipalité)
La municipalité de Tepetzintla est l'une des 212 municipalités de l'État de Veracruz, et est située dans la partie nord de cet État. Située à l'ouest du golfe du Mexique, elle appartient au bassin versant du fleuve Río Tuxpan et est assise les piémonts du massif montagneux de la Sierra Madre orientale. Son chef-lieu est la ville éponyme de Tepetzintla. Elle dépend de la région Huasteca Baja, du nom du peuple des Huaxtèques qui y est établi, et est une des 10 subdivisions administratives de l'État de Veracruz.

## Géographie
La municipalité de Tepetzintla est établie sur les confins nord du bassin versant du fleuve Río Tuxpan,. Assise sur les piémonts orientaux du massif montagneux de la Sierra Madre orientale, en un secteur nommé Sierra de Otontepec, son altitude oscille entre 80 et 1100 mètres. Son chef-lieu, la ville éponyme de Tepetzintla, se trouve dans le centre-est de son territoire. Ce territoire couvre une superficie de 226,9 km2, et était peuplé en 2015 de 14 736 habitants, pour une densité de 65 habitants par km2.
Cette municipalité est limitrophe au nord de celles de Citlaltépetl, de Tancoco et de Chontla, à l'ouest de celles d'Ixcatepec et de Chicontepec, au sud de celle d'Álamo Temapache, et à l'est de celle de Cerro Azul.

## Composition et démographie
La municipalité était composée en 2015 de 112 localités, dont une seule était considérée comme urbaine, les autres étant rurales.
| Localité            | Population |
| ------------------- | ---------- |
| Tepetzintla         | 5166       |
| El Humo             | 1797       |
| Tierra Blanca       | 1718       |
| Tecomate            | 915        |
| Copaltitla          | 586        |
| Reste des localités | 3767       |
| Total population    | 13 949     |

En plus de l'espagnol, plusieurs langues amérindiennes sont parlées dans la municipalité, dont les principales sont par ordre d'importance : le nahuatl, les autres langues étant très marginales.

## Histoire
En 1963, la municipalité de Cerro Azul est créée sur une part du territoire de celle de Tepetzintla.

## Économie

### Agriculture et élevage
La superficie des parcelles semées représentait en 2019 une surface totale de 2378,5 hectares, parmi lesquels 1320 hectares étaient voués à la culture du maïs, 977,5 hectares étaient voués à la culture de l'orange, et 48 hectares à celle de de la mandarine.
En 2019, la production de viande par tonnes comprenait 683,3 tonnes de viande bovine, 28,3 tonnes de viande porcine, 2,4 tonnes de viande ovine, 1,7 tonne de volailles, et 1,2 tonne de dinde. La superficie vouée à l'élevage représentait alors 14 059 hectares.

### Pétrochimie
La municipalité fait partie du bassin producteur d'hydrocarbures de Chicontepec, qui s'étend du nord au sud dans le nord de l'État de Veracruz, et déborde légèrement dans celui de Puebla. Malgré d'importants investissements de l'État et de la compagnie pétrolière publique Pemex, sa production n'excède pas 200 barils par jour,.